# Apple Remote

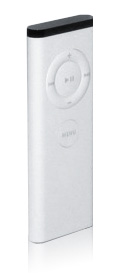
Apple Remote

O Apple Remote é um controle remoto produzido pela Apple Inc. que é usado em todos os seus produtos; Usa raios infravermelho para se comunicar com seu receptor, tendo sido lançado em Outubro de 2005. Seu design lembra muito o iPod shuffle vindo a possuir somente seis botões. Sendo: Menu, Play/Pause, Volume Up, Volume Down, Previous/Rewind, e Next/Fast-forward. O controle era originalmente designado apenas para interagir com o Front Row do iMac. Em 10 de Janeiro de 2006 foi anunciado que o MacBook Pro vinha com suporte ao Apple Remote. Um mês e 16 dias depois foi anunciado que o Mac mini também teria suporte ao Apple Remote.
O Front Row é uma aplicação que permite aos usuários exibir e reproduzir músicas, vídeos (incluindo DVDs e filmes baixados da internet) e fotos. O Apple Remote também se tornou compativel com o iPod Hi-fi e o encaixe do iPod (o Universal Dock). O funcionamento para o iPod Universal Dock permitia músicas e controles de mídia, entretanto ele não era capaz de controlar os menus de dentro do iPod. Steve Jobs anunciou isso em 12 de Outubro de 2005. 
Atualmente os botões de controle de volume do Apple Remote não são compatíveis com o sistema AirTunes; Porém o controle remoto é totalmente compatível com o Apple TV.